# Mary Celine Fasenmyer
Siostra Celine, R.S.M. (urodzona jako Mary Celine Fasenmyer 4 października 1906 w Crown (Pensylwania), zm. 27 grudnia 1996 w Erie (Pensylwania)) – amerykańska matematyczka, zakonnica z zakonu Sióstr Miłosierdzia. Jej prace naukowe dotyczyły funkcji hipergeometrycznej i algebry liniowej.

## Życiorys
Córka George’a i Cecilii Fasenmyerów, pobożnych i majętnych katolików, związanych z przemysłem naftowym. Mary Celine w 1923 ukończyła katolicką szkołę średnią St Joseph's Academy w Titusville, gdzie wykazała się wybitnym talentem matematycznym. Następnie pracowała jako nauczycielka, a potem rozpoczęła studia w Catholic Mercyhurst College w Erie (prowadzonym przez Siostry Miłosierdzia), które ukończyła z wyróżnieniem w 1933. W tym samym roku złożyła śluby zakonne, stając się siostrą Celine w zakonie Sióstr Miłosierdzia. Pracowała jako nauczycielka w St Justin's High School w Pittsburghu, a następnie podjęła studia matematyczno-fizyczne na Uniwersytecie Pittsburskim, które ukończyła w 1937. Na tej uczelni obroniła w 1946 doktorat z wyróżnieniem. Następnie aż do emerytury pracowała jako wykładowca matematyki w Catholic Mercyhurst College w Erie. W 1994 została zaproszona na konferencję na Florydzie, podczas której podkreślono jej osiągnięcia naukowe. Zmarła w katolickim domu opieki w Erie. 
Opublikowała dwie, uznawane za wybitne, prace naukowe: Some generalized hypergeometric polynomials (1947) na temat funkcji hipergeometrycznej oraz On Recurrence Relations (1949) na temat wielomianów. Obie te prace (rozwinięte następnie przez Dorona Zeilbergera i Herberta Wilfa), oparte na tak zwanych wielomianach siostry Celine (Sister Celine's polynomials) znacznie przyczyniły się do rozwoju techniki informatycznej.